# Johnny Ludécher
Johnny Ludécher (31 août 1928 à Jarville - 5 avril 2001 à Périgueux) est un danseur français.

## Biographie
Lorrain d'origine, Johnny Ludécher s'adonne très jeune à la danse. Son besoin d'absolu l'amène à se consacrer totalement à cet art. Il acquiert une formation classique auprès de professeurs comme Serge Peretti, Serge Lifar, Marie-Louise Didion ou Boris Kniaseff. Il choisit ensuite d'ouvrir ses connaissances aux nouvelles approches de la danse moderne et travaille entre autres avec Mary Wigman et Merce Cunningham.
Rapidement il décide de créer ses premières œuvres. Il réunit une équipe de danseurs passionnés qui s'enthousiasment pour ses ouvertures vers de nouvelles formes chorégraphiques. Souhaitant toucher un large public, il devient l'initiateur dans la danse d'un contact plus direct, plus immédiat. Avec audace, il amène le ballet en des lieux peu familiers de la présence de la danse en brisant certains obstacles.
Il va rencontrer les publics sur leurs lieux de vie ou de travail : comités d'entreprises, psychiatrie, associations ou maisons de quartier, milieu carcéral, etc. et tout en continuant ses créations et la diffusion de ses spectacles en salles. S'imposant comme un créateur original de l'une des évolutions de la danse française, il représente la France sous l'égide de l'Alliance française en Amérique du Sud.
Qualité du geste et du mouvement, recherche de l'élégance, souci de la perfection et de cette rigueur qui seule ouvre la porte à la spontanéité, richesse de la chorégraphie peuvent sans aucun doute qualifier l’œuvre de ce chorégraphe. Soutenu par un esprit inventif et une foi sans faille dans le devenir et l'évolution du monde chorégraphique, il n’a cessé tout au long de sa carrière de maintenir et pérenniser sa compagnie. 